# Majer (Horvátország)
 Majer  falu Horvátországban, a Tengermellék-Hegyvidék megyében. Közigazgatásilag  Vrbovskóhoz tartozik.

## Fekvése
Fiumétól 54 km-re keletre, községközpontjától 6 km-re délkeletre fekszik.

## Története
A településnek 1890-ben 51, 1910-ben 41 lakosa volt. Trianonig Modrus-Fiume vármegye Vrbovskói járásához tartozott.
A falunak 2011-ben 16 lakosa volt.

## Lakosság
| Lakosság változása | Lakosság változása | Lakosság változása | Lakosság változása | Lakosság változása | Lakosság változása | Lakosság változása | Lakosság változása | Lakosság változása | Lakosság változása | Lakosság változása | Lakosság változása | Lakosság változása | Lakosság változása | Lakosság változása | Lakosság változása |
| ------------------ | ------------------ | ------------------ | ------------------ | ------------------ | ------------------ | ------------------ | ------------------ | ------------------ | ------------------ | ------------------ | ------------------ | ------------------ | ------------------ | ------------------ | ------------------ |
| 1857               | 1869               | 1880               | 1890               | 1900               | 1910               | 1921               | 1931               | 1948               | 1953               | 1961               | 1971               | 1981               | 1991               | 2001               | 2011               |
| 0                  | 0                  | 0                  | 51                 | 51                 | 41                 | 35                 | 46                 | 43                 | 39                 | 39                 | 31                 | 0                  | 0                  | 21                 | 16                 |